# César Muciño
César Augusto Muciño Arvizu (* 28. Februar 1972; † 7. März 2003) war ein mexikanischer Radrennfahrer.

## Sportliche Laufbahn
Muciño war im Bahnradsport aktiv und Teilnehmer der Olympischen Sommerspiele 1992 in Barcelona. Im 1000-Meter-Zeitfahren kam er auf den 18. Rang, in der Mannschaftsverfolgung wurde Mexiko auf dem 16. Platz klassiert.
Bei den Zentralamerika- und Karibikspielen 1993 gewann er das Zeitfahren und die Bronzemedaille in der Mannschaftsverfolgung.

## Familiäres
Sein Vater Luis Muciño war Olympiateilnehmer 1960 in Rom im Bahnradsport.